# Georges De Rons
Georges De Rons was een Belgisch boogschutter.

## Levensloop
De Rons werd in 1937 wereldkampioen, eerder behaalde hij twee individuele zilveren medailles op een WK (1935 en 1936) en eenmaal brons (1933). Daarnaast behaalde hij een gouden (1933) en drie zilveren medailles (1934, 1935 en 1937) met het Belgisch team. In 1933, 1934 en 1935 vormde hij een team met Hubert Van Innis en Oscar Kessels, in 1937 met Oscar Kessels en Frans Walraevens. 